# Robert Kaske
Robert Earl Kaske (Cincinnati, 1 de junho de 1921 – Ithaca, 8 de agosto de 1989) foi um professor americano de literatura medieval. Ele passou a maior parte de sua carreira na Universidade de Cornell em Ithaca, Nova Iorque, onde ocupou a posição de Professor da Fundação Avalon nas Humanidades, e onde fundou um dos programas de pós-graduação em estudos medievais mais proeminentes da América do Norte. Sua produção publicada incluiu interpretações extensas de Beowulf, e de poemas e passagens de Dante e Chaucer, e frequentemente constituía estudos líderes. Kaske particularmente gostava de resolver cruxes, com artigos sobre passagens problemáticas em obras como Pearl, Piers Plowman, a Divina Comédia, The Husband's Message, The Descent into Hell e Beowulf.
Nascido em Cincinnati e um estudante nota A na escola secundária, Kaske estudou artes liberais na Universidade Xavier e se juntou a várias organizações literárias de estudantes lá. Ele foi membro do Corpo de Treinamento de Oficiais da Reserva por quatro anos e foi comissionado como segundo-tenente antes de sua formatura em 1942; a maior parte dos quatro anos seguintes foi passada com o Exército no Pacífico Sul durante a Segunda Guerra Mundial. Enquanto estava lá, ele leu uma história sobre uma conversa do anoitecer ao amanhecer entre dois professores e, encantado com a perspectiva de tais discussões intelectuais, decidiu seguir uma carreira acadêmica. Kaske se inscreveu no programa de literatura inglesa da Universidade da Carolina do Norte em Chapel Hill (UNC) com base na Lei G.I. Bill, obteve seu mestrado em 1947 e seu PhD em 1950.
De 1950 a 1963, Kaske ocupou cargos na Universidade Washington em St. Louis, Universidade Estadual da Pensilvânia, UNC e Universidade de Illinois em Urbana-Champaign, subindo de conferencista a professor titular ao longo do caminho; ele chamou sua saída da UNC de "época em que se "publicou para fora do paraíso". Uma professora visitante em Cornell em 1963 tornou-se permanente em 1964, e Kaske permaneceu na universidade pelo resto de sua vida.
Um professor popular e "Falstaffiano", Kaske, juntamente com o programa de estudos medievais que fundou, foi creditado por colegas por produzir a espinha dorsal da próxima geração acadêmica da disciplina. Sua marca editorial era visível nas obras de muitos, incluindo ex-alunos e aqueles que submeteram artigos para a revista Traditio, que ele editou. Ao longo de sua carreira, ele recebeu o que um ex-aluno chamou de "a maioria dos prêmios e honrarias possíveis para um estudioso medieval", incluindo bolsas da Fundo Nacional Para as Humanidades e do American Council of Learned Societies, e duas Bolsa Guggenheim.

## Infância e educação
Robert Kaske, conhecido como Bob, nasceu em 1 de junho de 1921 em Cincinnati, Ohio. Seus pais eram Herman C. Kaske, um funcionário dos correios do Serviço Postal dos Estados Unidos, e Ann Rose Kaske (nascida Laake). Robert Kaske frequentou a escola católica St. Martin's, e mais tarde a escola preparatória para meninos Elder High School, onde obteve notas A durante os quatro anos de estudos em inglês, latim e religião, faltando apenas um dia de aula. Durante esse período, ele trabalhou no jornal da escola e no anuário, venceu o concurso de latim da escola; ele se formou no curso de inglês moderno em 1938. Em um anuário repleto de empregos projetados de forma humorística para os formandos, como "apanhador de cachorros" e "torcedor de pretzels", Kaske foi uma exceção: "Robert Kaske, Editor."
Após concluir o ensino médio, Kaske ingressou na Xavier University, onde estudou as artes liberais. Kaske foi membro do Heidelberg Club durante os quatro anos, que se descrevia como destinado "a promover o interesse na língua, cultura, história e tradições dos povos germânicos". Em seu segundo ano Kaske começou um período de três anos com o Xavier University News, escrevendo a coluna "Quid Ergo?" Inspirado por Sêneca, o nome latino da coluna significava "E daí?" Kaske descreveu seus tópicos como "abrangendo literatura, política, filosofia, economia, história, assuntos escolares, humor físico e humor físico", e envolvendo "um estudante dizendo ao mundo o que está errado com ele".

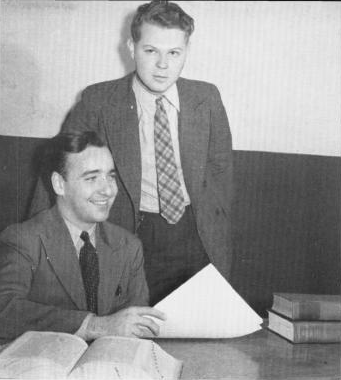
Kaske, em pé, discutindo seu trabalho que ganhou um prêmio

Naquele ano, ele também ingressou em The Athenaeum e na Mermaid Tavern, um jornal literário de graduação e clube literário, respectivamente. Ele se tornou editor-chefe do primeiro em seu último ano,  e "Anfitrião" do último. Kaske ainda falava com carinho da Mermaid Tavern, onde os estudantes apresentavam suas obras literárias e discutiam as dos mestres, em seus anos posteriores. Como júnior, um ano em que foi admitido na fraternidade acadêmica jesuíta Alpha Sigma Nu, ele se juntou à Masque Society, um grupo teatral; ele interpretou Peter Dolan em uma produção escolar de Father Malachy's Miracle naquele ano,  e, como sênior, apareceu em outra peça, Whispering in the Dark. Entre o seu terceiro e último ano, Kaske passou a maior parte do verão escrevendo roteiros de rádio. Também como sênior, Kaske co-fundou o Philosophy Club, uma sociedade para estudantes interessados em pesquisa filosófica, e ingressou nos The Traditionists, um clube literário que naquele ano dedicou suas reuniões à leitura Inferno de Dante. Ele ficou em sexto ou sétimo lugar em um concurso de redação intercolegial no mesmo ano. Kaske se formou magna cum laude com um Bacharel em Artes em 3 de junho de 1942.

### Segunda Guerra Mundial
Kaske se juntou ao Reserve Officers' Training Corps em seu primeiro semestre na Xavier,  e antes mesmo de se formar, foi ordenado a prestar serviço ativo. Ele recebeu o posto de segundo-tenente na Exército na artilharia de campo em 25 de maio de 1942, e foi ordenado a se apresentar em Fort Thomas para um exame físico e designação, com uma licença para sua formatura em junho. Falando com Kaske e outros 24, o orador da formatura, Arcebispo John T. McNicholas, afirmou "[g]ostaria de assegurar aos Segundos Tenentes desta turma de formandos que a Arquidiocese de Cincinnati se orgulha deles. Está feliz por saber que a Universidade Xavier não está apenas ensinando patriotismo teórico, mas que está realmente servindo ao nosso país na maior crise de sua história."
Kaske serviu como líder de pelotão e comandante de companhia no 819th Tank Destroyer Battalion, levando-o a portos nos Estados Unidos, Havaí (incluindo Black Sand Beach), nas Ilhas Palau (Peleliu e Angaur), e nas Ilhas Marianas (Guam e Saipã). Durante uma licença no final de 1943, enquanto estava destacado em Fort Hood, ele atuou como padrinho de casamento em Cleburne, tirou sua própria licença de casamento uma semana depois, e casou-se em janeiro. Sua esposa era Mildred Mae Reinerman, uma contadora de 21 anos. Mas a licença foi curta e em março de 1944, o batalhão de Kaske partiu da Califórnia a bordo do USS General G. O. Squier, com destino ao Havaí. Em 1945, Kaske estava em Peleliu, onde o 819th procurava por soldados japoneses remanescentes, defendia a pista de pouso e bombardeava ilhas mantidas pelos japoneses. Kaske foi dispensado do Exército em 1º de junho de 1946, tendo alcançado o posto de primeiro-tenente.

### Estudos de Pós-Graduação
Como estudante na Xavier, Kaske havia antecipado uma carreira empresarial, possivelmente na publicidade. Isso mudou enquanto ele passava o tempo no final da guerra em uma ilha de coral no Pacífico, quando leu uma história sobre dois professores envolvidos em uma conversa do crepúsculo ao amanhecer; ao nascer do sol, um professor lamentou que precisava se preparar para a aula, e o outro respondeu que estava tão absorto que esqueceu que não estava em sua própria casa. Fascinado pela perspectiva de conversas intelectuais tão envolventes e auxiliado pelos benefícios de mensalidades oferecidos aos veteranos pelo G.I. Bill, Kaske embarcou em uma vida acadêmica.
Depois de discutir isso com o Padre Paul Sweeney, professor de inglês na Xavier e fundador e patrono da Mermaid Tavern, Kaske ingressou no programa de literatura inglesa da Universidade da Carolina do Norte em Chapel Hill em 1946. Assim como na Xavier, Kaske escreveu para um jornal estudantil, Factotum, incluindo poemas, e pelo menos uma história curta: "O Retorno para Casa do Sargento Hinchey", sobre um veterano contando histórias picantes para um grupo de igreja desprevenido sobre seu serviço no Havaí, Angaur, Texas e Atol de Kwajalein. Sob a orientação de Hardin Craig, Kaske escreveu sua tese de mestrado sobre as tragédias de George Chapman, recebendo seu diploma em 1947. Se não fosse pela partida de Craig para a Universidade do Missouri, escreveu o estudioso medieval (e ex-aluno de Kaske) Emerson Brown Jr., Kaske poderia ter se tornado um estudioso do Renascimento. Em vez disso, sob a orientação de George Coffman, ele escreveu sua dissertação de Doutorado sobre o poema da Idade Média Tardia Piers Plowman e se formou em 1950.

## Carreira
Kaske foi contratado como instrutor de inglês na Universidade Washington em St. Louis em abril de 1950, antes de sua defesa de dissertação em junho. Ele começou a ensinar uma variedade de cursos em língua e literatura medieval, incluindo estudos sobre Dante. Na Washington, Kaske encontrou o engajamento intelectual que estava procurando, inclusive com os colegas Vladimir Jelinek e Ernst Abrahamson. Ele também começou a publicar, com artigos sobre Piers Plowman em cada um dos anos de 1951, 1952 e 1957. Em 1952, ele foi promovido a professor assistente, e em 1955 recebeu uma bolsa de pesquisa de 600 dólares (equivalente a 6.600 dólares em 2022) para estudo durante o verão.
Kaske deixou a Washington University em 1957 e lecionou na Pennsylvania State University de 1957 a 1958. Ele saiu da Pensilvânia para retornar à sua alma mater UNC, onde começou seu cargo de professor associado em 1º de setembro de 1958. Um artigo sobre o poema épico Beowulf foi publicado na revista da universidade Studies in Philology pouco antes de sua chegada, seguido em 1959 por outro artigo sobre Piers Plowman. Um ano depois, Kaske recebeu uma bolsa do American Council of Learned Societies para trabalhar em um livro, provisoriamente intitulado O Ideal Heróico na Poesia Inglesa Antiga. Em 1961, Kaske recebeu uma Bolsa Guggenheim para estudar o heroísmo e o herói na poesia em inglês antigo, e atuou como secretário do grupo de Middle English da Modern Language Association. Kaske desfrutou de aulas cheias e do respeito de seus colegas na UNC, mas logo começou a receber ofertas atraentes de outras instituições. Após três anos, Kaske saiu para a Universidade de Illinois em Urbana-Champaign, onde foi contratado como professor titular com tenure em 1º de setembro de 1961, com um salário anual inicial de 13.000 dólares (equivalente a 127.000 dólares em 2022); daí em diante, ele chamaria essa mudança de "o momento em que se publicou fora do paraíso".

### Cornell
No semestre de outono de 1963, Kaske, que mais tarde admitiu estar "olhando ao redor" e ansioso para deixar Illinois, assumiu um cargo de professor visitante de seis meses na Universidade Cornell em Ithaca, Nova Iorque. No ano seguinte, a Cornell fez uma oferta de cargo permanente, que Kaske aceitou; ele permaneceu lá pelo resto de sua vida. Em 1968 - um ano em que ele foi listado pela primeira vez em Who's Who in America - Kaske recebeu outra bolsa do American Council of Learned Societies, desta vez para viajar para a Inglaterra e buscar as fontes de imagens em poemas do desconhecido Poeta de Pearl.  Outra bolsa da organização seguiu em 1971, para pesquisa adicional sobre o ideal heróico na poesia em inglês antigo, e naquele ano Kaske participou de um simpósio sobre Geoffrey Chaucer realizado na Universidade da Geórgia. Durante 1972–73, ele foi Fellow da Faculdade da Society for the Humanities da universidade, e em 1974 ele foi nomeado Professor das Humanidades da Fundação Avalon, sucedendo Herbert Dieckmann [de]. Em 1975, ele foi nomeado editor-chefe da revista Traditio, e em 1977, ele novamente recebeu uma Bolsa Guggenheim, desta vez para realizar pesquisas sobre as fontes e metodologia para a interpretação de imagens medievais. Em 1984–85, o National Endowment for the Humanities concedeu a Kaske uma Bolsa de Estudo e Pesquisa Independente; ele pretendia usá-la para concluir um manual para estudiosos da literatura medieval. Como parte da bolsa, Kaske dirigiu um seminário sobre "Tradição Cristã Latina na Literatura Medieval", que apresentou o material do livro em que Kaske estava trabalhando.
Em Cornell, Kaske fundou um programa de pós-graduação em estudos medievais, que o estudioso de inglês antigo Fred C. Robinson disse ter se tornado "um dos grandes seminários de estudiosos medievais na América do Norte durante a segunda metade do século XX". O programa exigia que todos os estudantes de literatura medieval cursassem disciplinas e exames intensivos em pelo menos quatro línguas e literaturas medievais, e tivessem ou aprendessem francês, alemão, latim clássico e medieval, além de dois semestres de paleografia latina; alguns "sobreviventes" o chamavam de "Parris Island dos estudos medievais". Apenas a introdução de Kaske aos estudos medievais, um seminário de um semestre, atraía estudantes de Yale e de outras universidades, enquanto o programa como um todo, seus colegas diziam, "produziu um grupo de estudiosos que se tornaram a espinha dorsal da próxima geração de estudiosos medievais e que, em suas realizações coletivas e em sua dedicação aos ideais pedagógicos e acadêmicos de seu mentor, constituem o verdadeiro monumento de Bob".
Kaske era conhecido por sua lealdade aos seus alunos e por seu amor pelo aprendizado e pelo ensino. Kaske foi descrito como uma figura "Falstaffiana" e popular entre os alunos. "Se fôssemos estudantes o tempo todo", escreveu Brown, "Robert Kaske era um professor o tempo todo." Os estudantes frequentemente visitavam a casa de Kaske sem aviso prévio para buscar seu parecer, referências bibliográficas ou acesso a sua rica biblioteca, que Kaske acumulou ao longo dos anos apesar de sua origem modesta e salário acadêmico Mesmo após se formarem, Kaske continuava a editar rascunhos de seus alunos; enquanto isso, ele "até transformou a carta de recomendação em uma forma de arte".
Por volta de 1960, Kaske participou de uma discussão em painel na qual ele defendeu o aprendizado patrístico, o estudo dos primeiros escritores cristãos, como uma forma de interpretar a literatura vernacular. A discussão foi publicada, e republicada, em forma de ensaio, e isso lhe rendeu uma reputação como um fervoroso defensor do uso do conhecimento medieval para compreender a literatura, em oposição à escola de pensamento "Neocrítica" que argumentava que a poesia medieval deveria ser lida em um vácuo contextual. Essa reputação ignorou o equilíbrio que Kaske encontrou entre a leitura cuidadosa da literatura e a incorporação de informações exegéticas quando apropriado. No entanto, Kaske acreditava firmemente que esse aprendizado contextual permanecia como uma das maneiras mais promissoras de fazer novas descobertas sobre o significado transmitido pelas obras literárias. Após ouvir Kaske dar uma palestra de duas horas sobre "Como Usar a Exegese Bíblica para a Interpretação da Literatura Medieval" no Dartmouth Dante Institute em 1985, Madison U. Sowell escreveu que "Aprendi mais em uma tarde emocionante sobre os 'detalhes' de usar comentários bíblicos para interpretar a literatura medieval do que em três anos e meio na minha escola de pós-graduação da Ivy League". Ele era um "mestre" em combinar "visão e rigor acadêmico", escreveu Brown, unindo "imaginação na interpretação literária com a pesquisa histórica meticulosa necessária para reunir evidências de apoio". Além disso, um colega escreveu que Kaske acrescentou "uma espécie de intuição natural sobre o que um poeta medieval poderia querer dizer".

## Prêmios e distinções
Kaske, segundo Brown, "recebeu a maioria dos prêmios e honrarias possíveis para um estudioso medieval". Isso incluiu duas Bolsas Guggenheim, uma bolsa e uma bolsa da National Endowment for the Humanities, uma bolsa da American Philosophical Society, uma Bolsa Sênior no Southeastern Institute of Medieval and Renaissance Studies, uma bolsa na Society for the Humanities da Cornell, e subsídios e uma bolsa do American Council of Learned Societies. Ele também atuou nos conselhos editoriais e consultivos das revistas Speculum, The Chaucer Review, A Manual of the Writings in Middle English e Traditio. Em 1975, Kaske foi nomeado editor-chefe desta última revista e eleito Conselheiro na Medieval Academy of America; sete anos depois, ele foi eleito Fellow da Academia. Em 1986, foi publicado um Festschrift em homenagem a Kaske, intitulado Magister Regis: Estudos em Homenagem a Robert Earl, fazendo referência ao nome do Border Collie de Kaske, Rex.

## Vida pessoal
Kaske e sua primeira esposa tiveram um filho, David Louis. Mas "a guerra deixou-lhe pouco tempo para a vida doméstica", escreveu Brown mais tarde, e o casamento chegou ao fim em 1958. Naquele ano, Kaske casou-se novamente, desta vez com Carol Vonckx, uma estudiosa de inglês que se tornou professora em Cornell. Em 10 de janeiro de 1966, tiveram um filho, Richard James; no momento de sua morte, Kaske também tinha três netos. Ele faleceu de um tumor cerebral em 8 de agosto de 1989, em sua casa em North Quarry Street, Ithaca, Nova Iorque. Um funeral foi realizado em 26 de agosto na Igreja da Imaculada Conceição, em Ithaca, e um serviço memorial em 21 de outubro na Sage Chapel, com contribuições sugeridas para as coleções Dante-Petrarch ou Icelandic da biblioteca da universidade.

## Publicações
Kaske publicou mais de 60 trabalhos ao longo de sua carreira, incluindo artigos, capítulos, resenhas e um livro; a maioria deles foi listada em sua Festschrift de 1986. Mesmo entre seus trabalhos mais curtos, sua produção frequentemente consistia em estudos seminais. Kaske particularmente gostava de resolver cruxes, produzindo o que Robinson chamou de "algumas das explicações literárias mais deslumbrantes deste século". Isso incluiu artigos sobre passagens problemáticas em obras como Pearl, Piers Plowman, A Divina Comédia de Dante, "The Summoner's Tale" de Chaucer, The Husband's Message, The Descent into Hell, Troilus and Criseyde, Le Jeu d'Adam, e Beowulf, e sobre a leitura correta de gravuras em colheres encontradas no sepultamento de navio de Sutton Hoo do século VII. Ele também escreveu interpretações extensas de Beowulf e de poemas e passagens de Dante e Chaucer. A marca de Kaske também estava presente nas obras de outros, incluindo ex-alunos cujos trabalhos ele marcou e devolveu, e aqueles que submeteram trabalhos à Traditio. "Se estivéssemos trabalhando nas ciências", escreveu Brown, "onde a pesquisa em equipe é rotineira, a bibliografia de Bob Kaske seria muitas vezes maior do que é agora."
Em 1988, Kaske publicou Imaginário Literário Cristão Medieval: Um Guia para Interpretação, que colegas se referiram como uma "obra magistral" que serviu como "a realização máxima de sua carreira acadêmica". O trabalho focava na habilidade de Kaske — usando as ferramentas e fontes disponíveis para fazer o tipo de exploração acadêmica que ele mesmo fazia — e Kaske o via como uma extensão de sua carreira como professor.

### Livros
- Kaske, Robert E. (1947). An analysis of Chapman's tragedies, based on a consideration of tragic theory and the fundamental types of tragedy (M.A.). Chapel Hill: University of North Carolina at Chapel Hill. OCLC 37757454
- Kaske, Robert E. (1950). The nature and use of figurative expression in Piers Plowman, text B (Ph.D.). Chapel Hill: University of North Carolina at Chapel Hill. OCLC 37757491
- Kaske RE, Groos A, Twomey MW (1988).  Leyerle J, ed. Medieval Christian Literary Imagery: A Guide to Interpretation. Col: Toronto Medieval Bibliographies. 11. Toronto: University of Toronto Press. ISBN 0-8020-2636-2. JSTOR 10.3138/j.ctt2tv0pq

### Artigos
- Kaske, Robert E. (julho de 1951). «The Use of Simple Figures of Speech in Piers Plowman B: A Study in the Figurative Expression of Ideas and Opinions». Chapel Hill: The University of North Carolina Press. Studies in Philology. XLVIII (3): 571–600. JSTOR 4172984
- Kaske, Robert E. (outubro de 1952). «A Note on bras in Piers Plowman, A, III, 189; B, III, 195». Iowa City: State University of Iowa. Philological Quarterly. XXXI (4): 427–430
- Kaske, Robert E. (abril de 1957). «Gigas the Giant in Piers Plowman». Urbana: The University of Illinois. The Journal of English and Germanic Philology. LVI (2): 177–185. JSTOR 27706901
- Kaske, Robert E. (novembro de 1957). «Langland and the Paradisus Claustralis». Baltimore, Maryland: The Johns Hopkins Press. Modern Language Notes. LXXII (7): 481–483. JSTOR 3043508. doi:10.2307/3043508
- Kaske, Robert E. (dezembro de 1957). «The Knight's Interruption of the Monk's Tale». Baltimore, Maryland: The Johns Hopkins Press. ELH. 24 (4): 249–268. JSTOR 2871956. doi:10.2307/2871956
- Kaske, Robert E. (julho de 1958). «Sapientia et Fortitudo as the Controlling Theme of Beowulf». Chapel Hill: The University of North Carolina Press. Studies in Philology. LV (3): 423–456. JSTOR 4173241 
  - Edited and republished in Kaske, Robert E. (1963). «Sapientia et Fortitudo as the Controlling Theme of Beowulf». In:  Nicholson, Lewis E. An Anthology of Beowulf Criticism. Notre Dame, Indiana: University of Notre Dame Press. pp. 269–310. ISBN 978-0268000066 Parâmetro desconhecido |sbn= ignorado (ajuda)
- Kaske, Robert E. (1959a). «The Speech of "Book" in Piers Plowman». Tübingen, Baden-Württemberg: Max Niemeyer Verlag. Anglia. 1959 (77): 117–144. doi:10.1515/angl.1959.1959.77.117
- Kaske, Robert E. (1959b). «Two Cruxes in 'Pearl': 596 and 609–10». New York: Fordham University Press. Traditio. XV: 418–428. JSTOR 27830395. doi:10.1017/S0362152900008333
- Kaske, Robert E. (junho de 1959c). «The Summoner's Garleek, Oynons, and Eek Lekes». Baltimore, Maryland: The Johns Hopkins Press. Modern Language Notes. LXXIV (6): 481–484. JSTOR 3040589. doi:10.2307/3040589
- Kaske, Robert E. (setembro de 1959d). «An Aube in the Reeve's Tale». Baltimore, Maryland: The Johns Hopkins Press. ELH. 26 (3): 295–310. JSTOR 2871790. doi:10.2307/2871790
- Kaske, Robert E. (outubro de 1959e). «Langland's Walnut-Simile». Urbana: The University of Illinois. The Journal of English and Germanic Philology. LVIII (4): 650–654. JSTOR 27707361
- Kaske, Robert E. (dezembro de 1959f). «The Sigemund-Heremod and Hama-Hygelac Passages in Beowulf». Modern Language Association. Publications of the Modern Language Association. LXXIV (5): 489–494. JSTOR 460497. doi:10.2307/460497
- Kaske, Robert E. (janeiro de 1960a). «January's "Aube"». Baltimore, Maryland: The Johns Hopkins Press. Modern Language Notes. LXXV (1): 1–4. JSTOR 3040559. doi:10.2307/3040559
- Kaske, Robert E. (junho de 1960b). «Weohstan's Sword». Baltimore, Maryland: The Johns Hopkins Press. Modern Language Notes. LXXV (6): 465–468. JSTOR 3040330. doi:10.2307/3040330
- Kaske, Robert E. (1960c). «Eve's 'Leaps' in the Ancrene Riwle». The Society for the Study of Mediæval Languages and Literature. Medium Ævum. XXIX (1): 22–24. JSTOR 43626839. doi:10.2307/43626839
- Kaske, Robert E. (1961a). «Dante's 'DXV' and 'Veltro'». New York: Fordham University Press. Traditio. XVII: 185–254. JSTOR 27830427. doi:10.1017/S0362152900008503 
  - Abridged and added to in Kaske, Robert E. (1965). «Dante's DXV». In:  Freccero, John. Dante: A Collection of Critical Essays. Col: Twentieth Century Views. 46. Englewood Cliffs, New Jersey: Prentice-Hall. pp. 122–140. LCCN 65-13596
- Kaske, Robert E. (julho de 1962). «The Canticum Canticorum in the Miller's Tale». Chapel Hill: The University of North Carolina Press. Studies in Philology. LIX (3): 479–500. JSTOR 4173387
- Kaske, Robert E. (1963a). «Weland and the wurmas in Deor». English Studies. 44: 190–191. doi:10.1080/00138386308597170
- Kaske, Robert E. (janeiro de 1963b). «"Ex VI Transicionis" and its Passage in Piers Plowman». Urbana: The University of Illinois. The Journal of English and Germanic Philology. LXII (1): 32–60. JSTOR 27714179 
  - Revised and republished in Kaske, Robert E. (1969). «"Ex VI Transicionis" and its Passage in Piers Plowman». In:  Blanch, Robert J. Style and Symbolism in Piers Plowman: A Modern Critical Anthology. Knoxville: The University of Tennessee Press. pp. 228–263. ISBN 978-0870490934. LCCN 69-20115
- Kaske, Robert E. (1964). «The Reading Genyre in The Husband's Message Line 49». The Society for the Study of Mediæval Languages and Literature. Medium Ævum. XXXIII (3): 204–206. JSTOR 43627117. doi:10.2307/43627117
- Kaske, Robert E. (1967a). «A Poem of the Cross in the Exeter Book: 'Riddle 60' and 'The Husband's Message'». New York: Fordham University Press. Traditio. XXIII: 41–71. JSTOR 27830826. doi:10.1017/S0362152900008734
- Kaske, Robert E. (outubro de 1967b). «The Silver Spoons of Sutton Hoo». Cambridge, Massachusetts: The Mediaeval Academy of America. Speculum. XLII (4): 670–672. JSTOR 2851097. doi:10.2307/2851097
- Kaske, Robert E. (1968a). «Piers Plowman and Local Iconography». London: The Warburg Institute. Journal of the Warburg and Courtauld Institutes. 31: 159–169. JSTOR 750639. doi:10.2307/750639
- Kaske, Robert E. (1968b). «Some Newly Discovered Wall-Paintings at Madley, Herefordshire». New York: Fordham University Press. Traditio. XXIV: 464–471. JSTOR 27830859. doi:10.1017/S0362152900004839
- Kaske, Robert E. (1971). «"Sì si conserva il seme d'ogne giusto": (Purg. XXXII, 48)». Cambridge, Massachusetts: The Dante Society of America. Dante Studies. LXXXIX: 49–54. JSTOR 40166090
- Kaske, Robert E. (julho de 1971). «Beowulf and the Book of Enoch». Cambridge, Massachusetts: The Mediaeval Academy of America. Speculum. XLVI (3): 421–431. JSTOR 2851906. doi:10.2307/2851906
- Kaske, Robert E. (1972). «Horn and Ivory in the Summoner's Tale». Finland: The Modern Language Society of Helsinki. Neuphilologische Mitteilungen. LXXIII (3): 122–126. JSTOR 43345340
- Kaske, Robert E. (primavera de 1974). «Dante's Purgatorio XXXII and XXXIII: A Survey of Christian History». University of Toronto. University of Toronto Quarterly. XLIII (3): 193–214. doi:10.3138/utq.43.3.193
- Kaske, Robert E. (1975). «A Dagger in Relief on Stonehenge?». New York: Fordham University Press. Traditio. XXXI: 315–316. JSTOR 27830990. doi:10.1017/S0362152900011363
- Kaske, Robert E. (março de 1984). «The Coastwarden's Maxim in Beowulf: A Clarification». Oxford: Oxford University Press. Notes and Queries. New Series. 31 (1): 16–18. ISSN 0029-3970. doi:10.1093/nq/31-1-16
- Kaske, Robert E. (1985). «The Gifstol Crux in Beowulf». Leeds, West Yorkshire: The University of Leeds School of English. Leeds Studies in English. New Series. XVI: 142–151. ISSN 0075-8566
- Kaske RE, Springer O, Andersson TM (julho de 1985). «Memoirs of Fellows and Corresponding Fellows of the Medieval Academy of America: Einar Ólafur Sveinsson». Cambridge, Massachusetts: The Mediaeval Academy of America. Speculum. 60 (3): 776–777. JSTOR 2848227
- Howard DR, Kaske RE, Ferrante JM (julho de 1986). «Memoirs of Fellows and Corresponding Fellows of the Medieval Academy of America: Charles Southward Singleton». Cambridge, Massachusetts: The Mediaeval Academy of America. Speculum. 61 (3): 765–767. JSTOR 2851651
- Kaske, Robert E. (outono de 1986). «Pandarus's "Vertue of Corones Tweyne"». University Park: The Pennsylvania State University Press. The Chaucer Review. 21 (2): 226–233. JSTOR 25093997
- Kaske, Robert E. (1988). «Piers Plowman and Local Iconography: The Font at Eardisley, Herefordshire». London: The Warburg Institute. Journal of the Warburg and Courtauld Institutes. 51: 184–186. JSTOR 751272. doi:10.2307/751272
- Kaske, Robert E. (1989–1990). «Amnon and Thamar on a Misericord in Hereford Cathedral». New York: Fordham University Press. Traditio. XLV: 1–6. JSTOR 27831237
- Kaske, Robert E. (1990). «Godfrey's Vengeance for God on Good Friday: Alliterative Morte Arthure, 3430–1». The Society for the Study of Mediæval Languages and Literature. Medium Ævum. LIX (1): 128–133. JSTOR 43629289. doi:10.2307/43629289

### Capítulos
- Kaske, Robert E. (1960d). «Patristic Exegesis in the Criticism of Medieval Literature: The Defense». In:  Bethurum, Dorothy. Critical Approaches to Medieval Literature: Selected Papers from the English Institute, 1958–1959. New York: Columbia University Press. pp. 27–60, 158–159. ISBN 9780231024174. LCCN 60-13104. hdl:2027/heb.06547 
  - Abridged in Kaske, Robert E. (1968c). «Patristic Exegesis in the Criticism of Medieval Literature: The Defense». In:  Vasta, Edward. Interpretations of Piers Plowman. Notre Dame, Indiana: University of Notre Dame Press. pp. 319–338. LCCN 68-12296; and in Kaske, Robert E. (1969). «from 'Patristic Exegesis: The Defense'». In:  Burrow, John Anthony. Geoffrey Chaucer: A Critical Anthology. Harmondsworth: Penguin Books. pp. 233–239. OCLC 493371334
- Kaske, Robert E. (1963c). «"Hygelac" and "Hygd"». In:  Greenfield, Stanley B. Studies in Old English Literature in Honor of Arthur G. Brodeur. Eugene: University of Oregon Books. pp. 200–206. LCCN 63-24538
  - Reissued with an addendum on page 206 in Kaske, Robert E. (1973). «"Hygelac" and "Hygd"». In:  Greenfield, Stanley B. Studies in Old English Literature in Honor of Arthur G. Brodeur. New York: Russell & Russell. pp. 200–206. ISBN 0-8462-1673-6. LCCN 72-90565
- Kaske RE (1961b). «The Aube in Chaucer's Troilus». In:  Schoeck RJ, Taylor J. Troilus and Criseyde & The Minor Poems. Col: Chaucer Criticism. II. Notre Dame, Indiana: University of Notre Dame Press. pp. 167–179. LCCN 60-10279
- Kaske RE (1965). «The Character "Figura" in Le Mystère d'Adam». In:  Mahoney J, Keller JE. Medieval Studies in Honor of Urban Tigner Holmes, Jr. Col: North Carolina Studies in the Romance Languages and Literatures. 56. Chapel Hill: The University of North Carolina Press. pp. 103–110. JSTOR 10.5149/9781469639130_mahoney
- Kaske, Robert E. (1967c). «The Eotenas in Beowulf». In:  Creed, Robert Payson. Old English Poetry: Fifteen Essays. Providence, Rhode Island: Brown University Press. pp. 285–310. LCCN 67-10212
- Kaske RE (1968d). «Beowulf». In:  Lumiansky RM, Baker H. Critical Approaches to Six Major English Works: Beowulf Through Paradise Lost. Philadelphia: University of Pennsylvania Press. pp. 3–40. JSTOR j.ctv512qvn
- Kaske RE (1970a). «Gawain's Green Chapel and the Cave at Wetton Mill». In:  Mandel J, Rosenberg BA. Medieval Literature and Folklore Studies: Essays in Honor of Francis Lee Utley. New Brunswick, New Jersey: Rutgers University Press. pp. 111–121, 357–358. ISBN 978-0813506760. LCCN 70-127053 Parâmetro desconhecido |sbn= ignorado (ajuda)
- Kaske RE (1973). «Chaucer's Marriage Group». In:  Mitchell J, Provost W. Chaucer the Love Poet. Athens, Georgia: University of Georgia Press. pp. 45–65. ISBN 0-8203-0319-4. LCCN 73-97938
  - Abridged in Kaske RE (1975). «The Governing Theme of Beowulf». In:  Tuso JF. Beowulf: The Donaldson Translation, Backgrounds and Sources, Criticism. New York: W. W. Norton & Company. pp. 118–131. ISBN 0-393-04413-0. LCCN 75-17991
- Kaske, Robert E. (1974). «Holy Church's Speech and the Structure of Piers Plowman». In:  Rowland, Beryl. Chaucer and Middle English Studies in Honour of Rossell Hope Robbins. London: George Allen & Unwin. pp. 320–327. ISBN 0-04-821030-7. doi:10.4324/9780429341786
- Kaske RE (1976). «The Conclusion of the Old English 'Descent into Hell'». In:  Fletcher HG, Schulte MB. ΠΑΡΑΔΟΣΙΣ: Studies in Memory of Edwin A. Quain. Traditio. 32. New York: Fordham University Press. pp. 47–59. ISBN 0-8232-0351-4. LCCN 76-20905. doi:10.1017/S0362152900018377
- Kaske RE (1979). «Clericus Adam and Chaucer's Adam Scriveyn». In:  Vasta E, Thundy ZP. Chaucerian Problems and Perspectives: Essays Presented to Paul E. Beichner, C.S.C. Notre Dame, Indiana: University of Notre Dame Press. pp. 114–118. ISBN 0-268-00728-4. LCCN 78-62971
- Kaske RE (1982). «Sapientia et Fortitudo in the Old English Judith». In:  Benson LD, Wenze S. The Wisdom of Poetry: Essays in Early English Literature in Honor of Morton W. Bloomfield. Kalamazoo, Michigan: Medieval Institute Publications. pp. 13–29, 264–268. ISBN 0-918720-15-X. LCCN 82-3577
- Kaske RE (1983). «The Seven Status Ecclesiae in Purgatorio XXXII and XXXIII». In:  Bernardo AS, Pellegrini AL. Dante, Petrarch, Boccaccio: Studies in the Italian Trecento in Honor of Charles S. Singleton. Col: Medieval & Renaissance Texts & Studies. 22. Binghamton: State University of New York at Binghamton. pp. 89–113. ISBN 0-86698-061-X. LCCN 83-717
- Kaske, Robert E. (1984). «Sir Gawain and the Green Knight». In:  Masters, George Mallary. Medieval and Renaissance Studies: Proceedings of the Southeastern Institute of Medieval and Renaissance Studies, Summer 1979. Col: Medieval and Renaissance Series. 10. Chapel Hill: The University of North Carolina Press. pp. 24–44. ISBN 0-8078-1620-5. ISSN 0076-6089. LCCN 68-54949
- Kaske RE (1988). «The Character Hunger in Piers Plowman». In:  Kennedy ED, Waldron R, Wittig JS. Medieval English Studies Presented to George Kane. Wolfeboro, New Hampshire: D. S. Brewer. pp. 187–197. ISBN 0-85991-262-0. LCCN 87-27209
- Kaske RE (1990). «Casualty and Miracle: Philosophical Perspectives in the Knight's Tale and the Man of Law's Tale». In:  Allen DG, White RA. Traditions and Innovations: Essays on British Literature of the Middle Ages and the Renaissance. Newark, Delaware: University of Delaware Press. pp. 11–34. ISBN 0-87413-355-6

### Resenhas
- Kaske, Robert E. (dezembro de 1959g). «Review: "Piers Plowman" and the Scheme of Salvation: An Interpretation of "Dowel, Dobet, and Dobest", by Robert Worth Frank, Jr.». Baltimore, Maryland: The Johns Hopkins Press. Modern Language Notes. LXXIV (8): 730–733. JSTOR 3040398
- Kaske, Robert E. (janeiro de 1963d). «Review: Piers Plowman as a Fourteenth-Century Apocalypse, by Morton W. Bloomfield». Urbana: The University of Illinois. The Journal of English and Germanic Philology. LXII (1): 202–208. JSTOR 27714209
- Kaske, Robert E. (janeiro de 1963e). «Review: Piers the Plowman: Literary Relations of the A and B Texts, by David C. Fowler». Urbana: The University of Illinois. The Journal of English and Germanic Philology. LXII (1): 208–213. JSTOR 27714210
- Kaske, Robert E. (junho de 1963f). «Chaucer and Medieval Allegory». Baltimore, Maryland: The Johns Hopkins Press. ELH. 30 (2): 175–192. JSTOR 2872089. doi:10.2307/2872089 
  - A "review article", reviewing A Preface to Chaucer: Studies in Medieval Perspectives, by D. W. Robertson Jr.
- Kaske, Robert E. (julho de 1966). «Review: Piers Plowman: The Evidence for Authorship, by George Kane». Urbana: The University of Illinois. The Journal of English and Germanic Philology. LXV (3): 583–586. JSTOR 27714923
- Kaske, Robert E. (outubro de 1966). «Review: Superbia: Studien zum altenglischen Wortschatz, by Hans Schabram». Cambridge, Massachusetts: The Mediaeval Academy of America. Speculum. XLI (4): 762–764. JSTOR 2852344. doi:10.2307/2852344
- Kaske, Robert E. (janeiro de 1967d). «Review: Allegorical Imagery: Some Mediaeval Books and Their Posterity, by Rosemond Tuve». Cambridge, Massachusetts: The Mediaeval Academy of America. Speculum. XLII (1): 196–199. JSTOR 2856132. doi:10.2307/2856132
- Kaske, Robert E. (setembro de 1968e). «Review: "The Pearl": An Interpretation, by Patricia Margaret Kean». Boulder: University of Colorado. English Language Notes. VI (1): 48–52
- Kaske, Robert E. (janeiro de 1970b). «Review: A Reading of Beowulf, by Edward B. Irving, Jr.». Urbana: The University of Illinois. The Journal of English and Germanic Philology. LXIX (1): 159–161. JSTOR 27705832
- Kaske, Robert E. (1971). «Review: 'Pearl' in its Setting: A Critical Study of the Structure and Meaning of the Middle English Poem, by Ian Bishop». Tübingen, Baden-Württemberg: Max Niemeyer Verlag. Anglia. 89: 13–137. doi:10.1515/angl.1971.1971.89.119
- Kaske, Robert E. (janeiro de 1971). «Review: Theology and Poetry in the Middle English Lyric: A Study of Sacred History and Aesthetic Form, by Sarah Appleton Weber». Cambridge, Massachusetts: The Mediaeval Academy of America. Speculum. XLVI (1): 188–190. JSTOR 2855128. doi:10.2307/2855128
- Kaske, Robert E. (novembro de 1974). «Review: The Interpretation of Old English Poems, by Stanley B. Greenfield». The University of Chicago Press. Modern Philology. 72 (2): 190–194. JSTOR 436745. doi:10.1086/390557

### Outros
- Kaske, Robert E. (25 de setembro de 1940a). «Quid Ergo?». Xavier University News. XXVII (1). Cincinnati, Ohio. p. 2
- Kaske, Robert E. (9 de outubro de 1940b). «Quid Ergo?». Xavier University News. XXVII (3). Cincinnati, Ohio. p. 2
- Kaske, Robert E. (16 de outubro de 1940c). «Quid Ergo?». Xavier University News. XXVII (4). Cincinnati, Ohio. p. 2
- Kaske, Robert E. (23 de outubro de 1940d). «Quid Ergo?». Xavier University News. XXVII (5). Cincinnati, Ohio. p. 2
- Kaske, Robert E. (30 de outubro de 1940e). «Quid Ergo?». Xavier University News. XXVII (6). Cincinnati, Ohio. p. 2
- Kaske, Robert E. (6 de novembro de 1940f). «Quid Ergo?». Xavier University News. XXVII (7). Cincinnati, Ohio. p. 2
- Kaske, Robert E. (20 de novembro de 1940g). «Quid Ergo?». Xavier University News. XXVII (8). Cincinnati, Ohio. p. 2
- Kaske, Robert E. (11 de dezembro de 1940h). «Quid Ergo?». Xavier University News. XXVII (10). Cincinnati, Ohio. p. 2
- Kaske, Robert E. (18 de dezembro de 1940i). «Quid Ergo?». Xavier University News. XXVII (11). Cincinnati, Ohio. p. 2
- Kaske, Robert E. (15 de janeiro de 1941a). «Quid Ergo?». Xavier University News. XXVII (12). Cincinnati, Ohio. p. 2
- Kaske, Robert E. (22 de janeiro de 1941b). «Quid Ergo?». Xavier University News. XXVII (13). Cincinnati, Ohio. p. 2
- Kaske, Robert E. (12 de fevereiro de 1941c). «Quid Ergo?». Xavier University News. XXVII (14). Cincinnati, Ohio. p. 2
- Kaske, Robert E. (19 de fevereiro de 1941d). «Quid Ergo?». Xavier University News. XXVII (15). Cincinnati, Ohio. p. 2
- Kaske, Robert E. (26 de fevereiro de 1941e). «Quid Ergo?». Xavier University News. XXVII (16). Cincinnati, Ohio. p. 2
- Kaske, Robert E. (5 de março de 1941f). «Quid Ergo?». Xavier University News. XXVII (17). Cincinnati, Ohio. p. 2
- Kaske, Robert E. (12 de março de 1941g). «Quid Ergo?». Xavier University News. XXVII (18). Cincinnati, Ohio. p. 2
- Kaske, Robert E. (19 de março de 1941h). «Quid Ergo?». Xavier University News. XXVII (19). Cincinnati, Ohio. p. 2
- Kaske, Robert E. (9 de abril de 1941i). «Quid Ergo?». Xavier University News. XXVII (21). Cincinnati, Ohio. p. 2
- Kaske, Robert E. (23 de abril de 1941j). «Quid Ergo?». Xavier University News. XXVII (22). Cincinnati, Ohio. p. 2
- Kaske, Robert E. (30 de abril de 1941k). «Quid Ergo?». Xavier University News. XXVII (23). Cincinnati, Ohio. p. 2
- Kaske, Robert E. (7 de maio de 1941l). «Quid Ergo?». Xavier University News. XXVII (24). Cincinnati, Ohio. p. 2
- Kaske, Robert E. (14 de maio de 1941m). «Quid Ergo?». Xavier University News. XXVII (25). Cincinnati, Ohio. p. 2
- Kaske, Robert E. (21 de maio de 1941n). «Quid Ergo?». Xavier University News. XXVII (26). Cincinnati, Ohio. p. 2
- Kaske, Robert E. (16 de outubro de 1941o). «Quid Ergo?». Xavier University News. XXVIII (3). Cincinnati, Ohio. pp. 2, 6
- Kaske, Robert E. (23 de outubro de 1941p). «Quid Ergo?». Xavier University News. XXVIII (4). Cincinnati, Ohio. pp. 2, 6
- Kaske, Robert E. (29 de novembro de 1941q). «Quid Ergo?». Xavier University News. XXVIII (7). Cincinnati, Ohio. pp. 4, 8
- Kaske, Robert E. (12 de dezembro de 1941r). «Quid Ergo?». Xavier University News. XXVIII (8). Cincinnati, Ohio. p. 2
- Kaske, Robert E. (19 de dezembro de 1941s). «Quid Ergo?». Xavier University News. XXVIII (9). Cincinnati, Ohio. p. 2
- Kaske, Robert E. (15 de janeiro de 1942a). «Quid Ergo?». Xavier University News. XXVIII (10). Cincinnati, Ohio. p. 2
- Kaske, Robert E. (27 de janeiro de 1942b). «Quid Ergo?». Xavier University News. XXVIII (11). Cincinnati, Ohio. p. 2
- Kaske, Robert E. (novembro de 1948). «Sergeant Hinchey's Homecoming». Factotum (2): 13–18. OCLC 1568729
- Kaske, Robert E. (novembro de 1948). «One Pound, Four Shillings». Factotum (2): 22–25. OCLC 1568729
- Kaske, Robert E. (novembro de 1948). «Weltschmerz, 1942». Factotum (2): 47. OCLC 1568729
- Kaske, Robert E. (maio de 1949a). «Prime Wisdom». Factotum (3): 9. OCLC 1568729
- Kaske, Robert E. (maio de 1949b). «Kohala Summit». Factotum (3): 10. OCLC 1568729
- Kaske RE, Morris EP, Kirkwood GM (1980). «Hutton, James». Individual Memorial Statements. Cornell University. Consultado em 28 de março de 2021
- Kaske RE, Slatoff WJ, Parrish SM (1980). «French, Walter Hoyt». Individual Memorial Statements. Cornell University. Consultado em 28 de março de 2021